# Bílá věž (klášterní)
Bílá věž (do roku 1985 Klášterní věž nebo Dominikánská věž), je barokně upravená hranolová věž, součást památkově chráněného bývalého dominikánského konventu v Českých Budějovicích. S 51 metry jde o druhou nejvyšší věž ve městě a původně gotickou dominantu Českých Budějovic. Vznik věže i její pozdější přestavba byly reakcí na požáry města v letech 1463 a 1728

## Pojmenování
Do poloviny 80. let 20. století se věž označovala jako Klášterní nebo Dominikánská. Pojmenování Bílá se poprvé objevilo až v názvech kulturních akcí Koncerty pod bílou věží a Múzy pod bílou věží konaných roku 1985. Toto profánní označení souviselo s barvu fasády, která však neodrážela historickou skutečnost. K volbě bílé fasády došlo jen shodou okolností, původně byla barevná. Označení Bílá věž bylo navíc v rámci Českých Budějovic po staletí používáno pro hradební věž u Malše, takže někteří autoři považují použití tohoto jména pro Klášterní věž za nevhodné, nepřesné nebo nesprávné.

## Historie

### Dřevěné zvonice
Původní klášterní zvonice byla pravděpodobně dřevěná, neboť podle pozdějších kronikářských záznamů 14. dubna 1463 „ve čtvrtek po Velikonocích zapálil blesk klášter a ten shořel i s věží a zvony.“ Možné pochybnosti o přesnosti data vyvolávají doklady o chladném deštivém jaru, tedy průběhu počasí, při kterém není pravděpodobnost bouřek vysoká. Následovala vlna finančních darů a odkazů ve prospěch kláštera. Nedlouho po požáru pravděpodobně klášter pořídil prozatímní zvon a roku 1464 se část finančních prostředků použila na odlití tří nových zvonů, z toho jednoho velkého. Nejprve byly zavěšeny pod provizorní střechou. Roku 1466 vznikla nová dřevěná (ovšem rovněž provizorní) zvonice, kam se přesunuly.

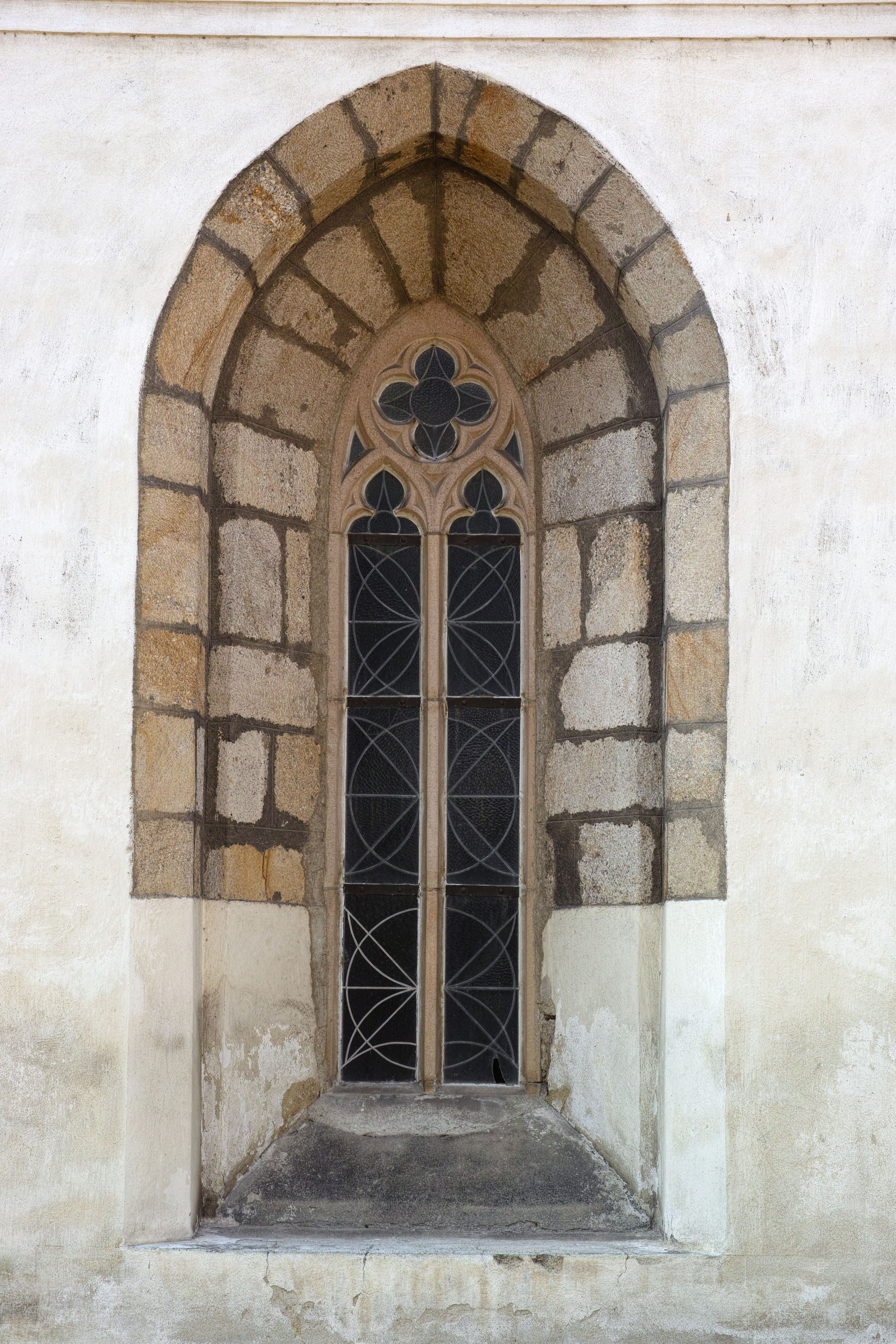
Přízemní gotické okno kaple svatého Felixe a Adaukta

### Gotická zvonice

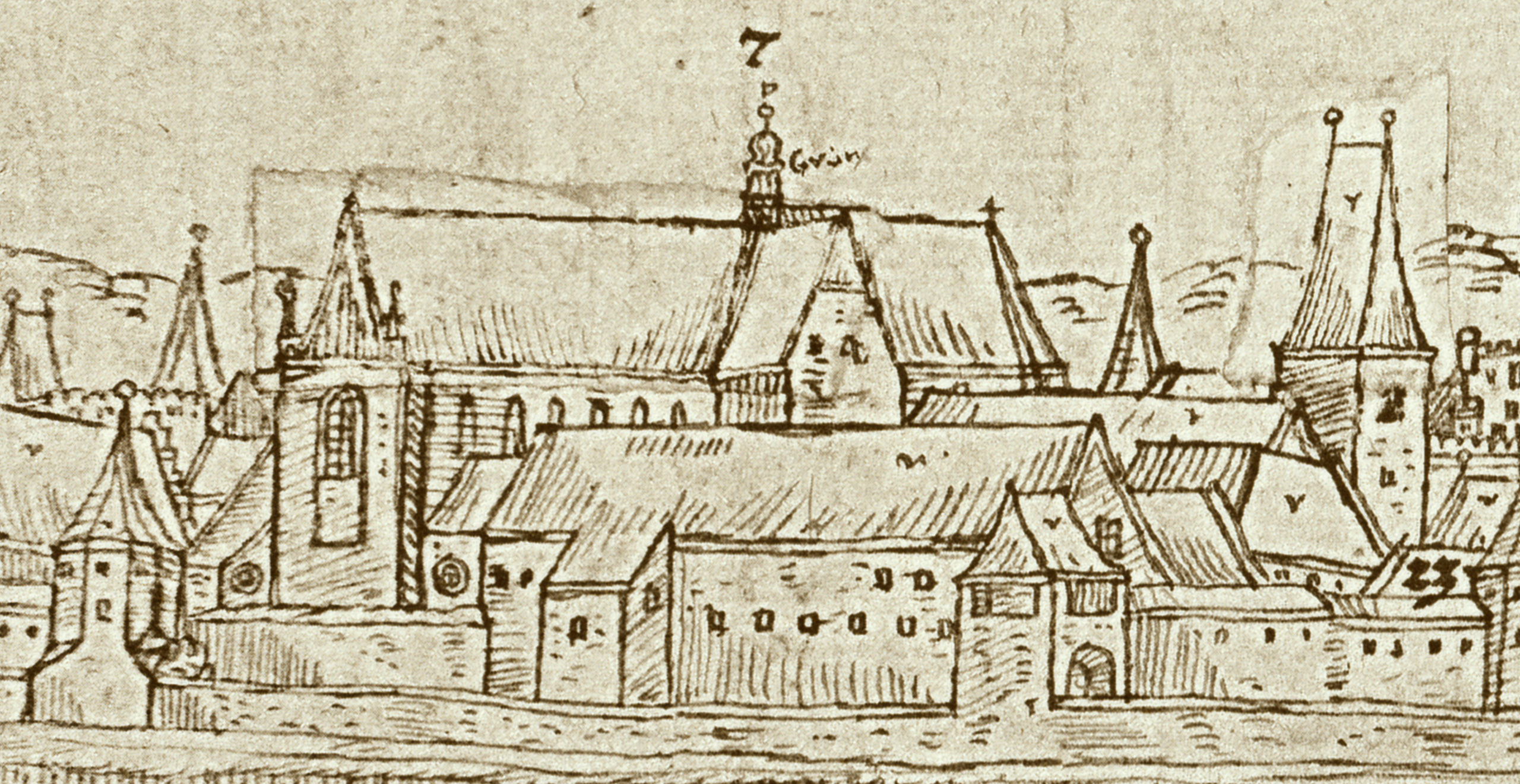
Klášter a gotická věž (vpravo) od západu, Willenbergova veduta, 1602

Již krátce po požáru padlo rozhodnutí výstavby nové zvonice, věže, kam by bylo možné nové zvony trvale umístit. Účetní doklady potvrzují zahájení stavby před rokem 1470. Lokace chystané stavby je popisována „v kapli svaté Alžběty“ (doslova „in capella Sanctae Elisabethae“). Kvůli omezeným finančním prostředkům postupovala stavba v několika etapách střídaných odmlkami. O průběhu vypovídají především účty, dokladující nákupy kamene, vápna, písku a dalších surovin z nejbližších zdrojů. Mezi lety 1483–85 je doloženo pořízení okenic. V letech 1493–94 došlo k výraznému zintenzivnění stavebních prací. Výdaje z května 1494 poukazují na vznik krovů a další práce související se závěrečnou fází stavby. V listopadu došlo k zastřešení (patrně ještě ne finálnímu, ale jen z důvodu zazimování). V roce 1495 se práce znovu rozběhly, doloženo je také odlití malého zvonu. Vztyčení nové dominanty města (gotická špička pozdně gotické střechy kostela svatého Mikuláše vznikla až roku 1527 a stavba Černé věže začala teprve v roce 1549) zaujalo obyvatele města, na což od přelomu let 1495 a 1496 reagovali vlnou finančních darů. Věž byla zakryta vysokou dlátkovou střechou a roku 1498 dokončena. Existuje záznam o hodinách („chráněných před dešťovou vodou“) z roku 1513, není však uvedeno, zda byly umístěné na věži. Hrubá podoba věže tak, jak vznikla před rokem 1500, zůstala zachována do roku 1728, velkého požáru Českých Budějovic.

### Barokní zvonice
Při požáru Českých Budějovic 8. dubna 1728, který se nevyhnul ani klášteru, shořely veškeré dřevěné konstrukce věže, patra a došlo k roztavení zvonů. Krátce poté objednal převor u místního zvonaře Jiřího Václava Kohlera tři nové zvony. Posvěceny byly 12. listopadu 1728. Největší dosahoval hmotnosti 24 českých centýřů (~1481 kg) a průměru kolem 130 centimetrů. Prostřední zvon, Svatý Dominik, vážil 12 centýřů (~740 kg) a měl 112 cm průměr a 87 cm výšku. Zdobil jej obraz světce a nápis CANE MICANTA VERA QVIES EX SIDERE SPERATVR. Třetí zvon, Svatý Petr Mučedník, o 6 centýřích (~370 kg), průměru 88 centimetrů a výšce 72 centimetrů zpodobňoval dominikánského mučedníka svatého Petra Veronského s nápisem A FVLMINE ET GRANDINE EX VRGENTE LIBERET NOS SANCTVS PRAESENS.
Roku 1728 vznikla na klášterní zahradě provizorní zvonice vybavená nejspíš definitivní zvonovou stolicí, určenou k pozdějšímu použití ve věži. Ta ještě roku 1731 stála ve stavu, v jakém ji o pět let dříve zanechal požár. Teprve v roce 1740 byla věž opravena a dostavěna do podoby, která umožňovala zavěšení zvonů, jak se stalo 22. září. Patro se zvony zakryla provizorní plochá střecha. Finanční i materiální prostředky na pokračování stavby se podařilo sehnat až v 60. a na začátku 70. let, kdy se práce znovu rozběhly. Do poloviny roku 1772 se zdivo věže zvýšilo o 5,25 stopy (165 centimetrů), vrchol zakryl krov s širokou rokokovou bání chráněnou měděným plechem. Vznikla i nová fasáda. O této fázi měl informovat dnes již nezvěstný kámen s letopočtem 1772. O rok později přibyly čtyři ciferníky a hodinový stroj od Mathiase Landenspergera z Písku. Zrušení dominikánského konventu v důsledku osvícenských reforem následoval rozprodej mobiliáře zahájený začátkem roku 1785. Prodány byly i tři zvony, odkoupil je zvonař Perner na materiál. Dva z nich se měšťanům podařilo zachránit. Na samém konci 18. století je dendrochronologicky prokázána výměna poškozených krovových konstrukcí. Věž v této stavební podobě se zachovala doposud.

### Opravy v 19. a 20. století

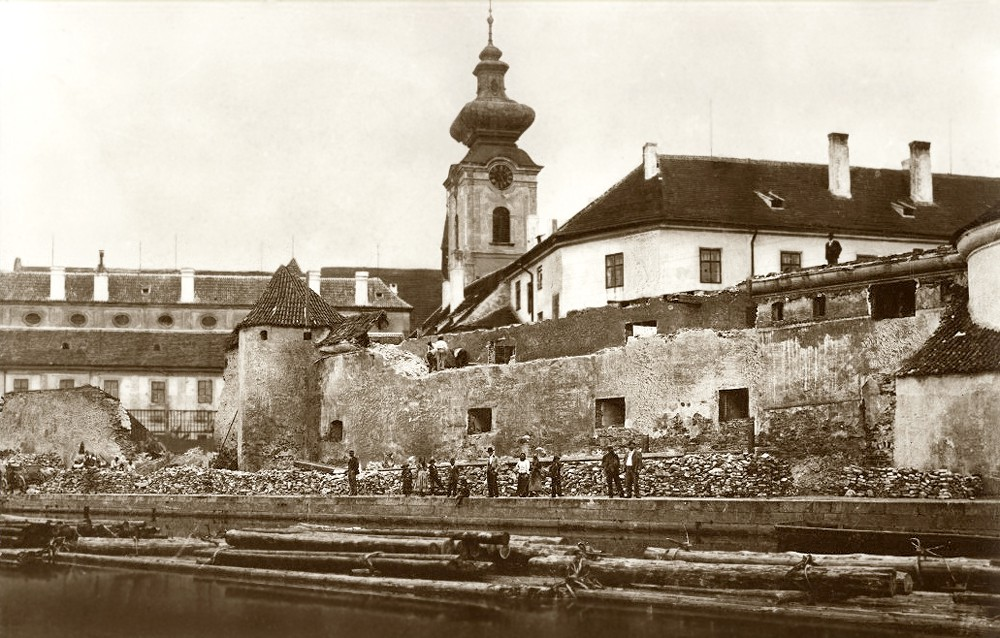
Na přelomu 19. a 20. století při bourání hradeb, věž ještě nebyla bílá

Od 19. století docházelo pouze k údržbě. Rokem 1816 je datována oprava střešní krytiny. 14. srpna 1835 uhodil do věže blesk a způsobil požár v kupoli. Na tu zvenčí vylezl klempíř Ignaz Landspersky a hořící břevna strhl. Za tento čin byl odměněn císařem malou zlatou medailí. V roce 1836 proběhla oprava střechy neupřesněného rozsahu (patrně výměna střešní krytiny, nastavení poškozené hrotnice) dokladovaná plechovým pouzdrem uloženým do makovice, kam byly uloženy obrázky svatých se jmény rodin některých budějovických občanů a letopočtem 1836. 1838 následovala oprava věžních hodin. Regotizace kláštera ve druhé polovině 19. století se zvonice významněji nedotkla. 1886 je instalován nový hodinový stroj od Johanna Stippla z Rožmberka v ceně 534 zlatých a 58 krejcarů. Před první světovou válkou uvažoval rektor o doplnění třetího zvonu, ale v důsledku válečných rekvizic 19. června 1917 přišla věž o zvon Svatý Dominik (klášter dále o sanktusníkový zvon Maria et Alphonsus zvaný dušičkový) a zůstaly pouze Svatý Petr Mučedník ve věži (a v sanktusníku kostela prastarý Klekáníček). V letech 1924-1925, za působení českých redemptoristů, je uváděno zprovoznění hodinového stroje (po mnoha letech), zakoupení dvou cymbálů a jejich umístění do lucerny věže. 19. června 1927 jsou vysvěceny nové zvony z dílny Rudolfa Pernera (poslední z nich, určený nikoli pro věž, ale sanktusník kostela, zvonař klášteru daroval):
- Panna Maria Budějovická a svatý Alfons – 1850 kg
- Neposkvrněné početí a svatý Antonín Paduánský – 836 kg
- Svatý Václav a svatý Jan Nepomucký – 329 kg
- Svatý Josef a svatá Anna – 225 kg
- Svatá Terezie Ježíškova – 219 kg
- Svatý Vojtěch – 45 kg

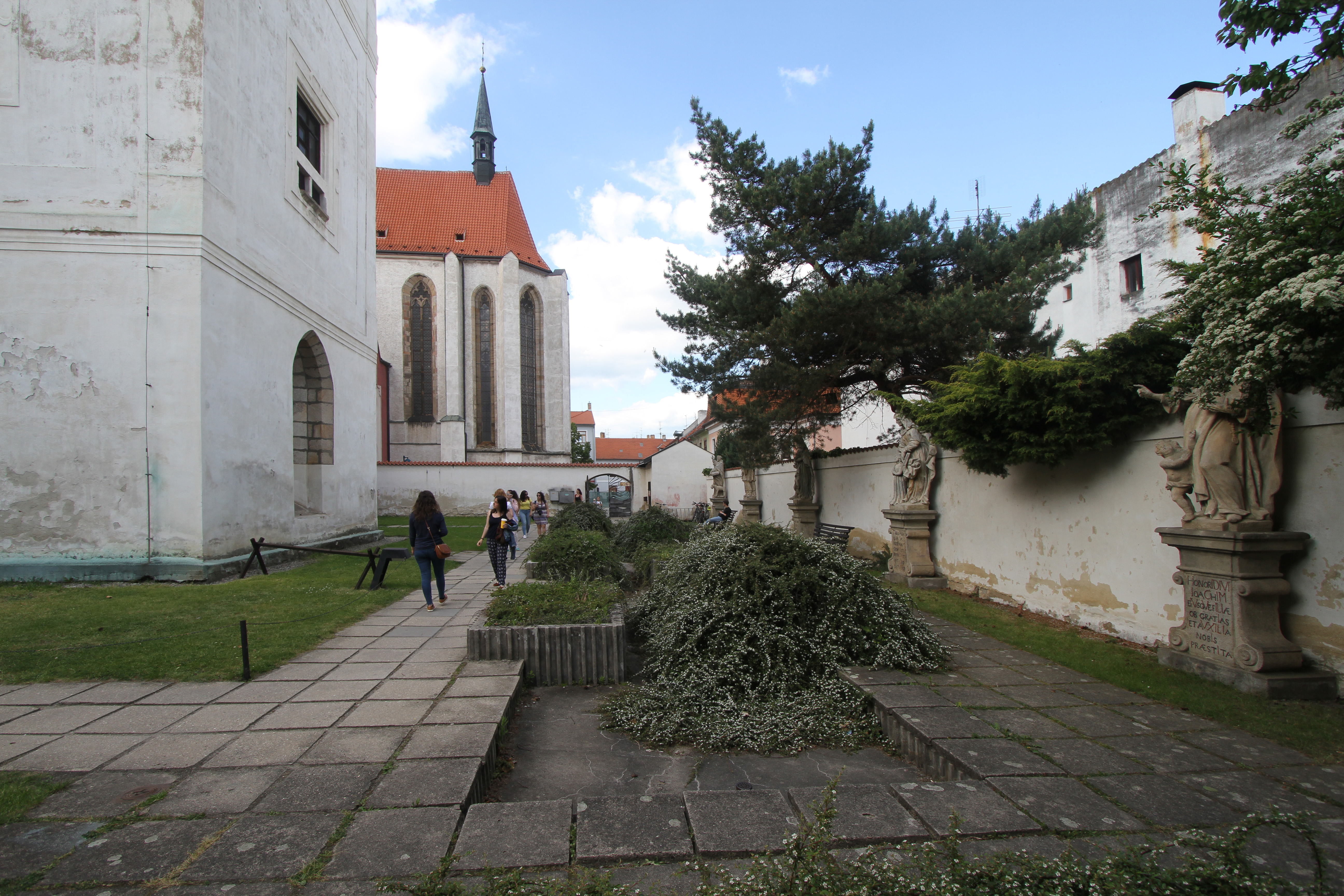
tzv. klášterní předzahrádka s barokními sochami od Josefa Dietricha dokončená 1984 podle návrhu Vojtěcha Storma

V roce 1937 shledala kolej redemptoristů, že věž je v dezolátním stavu a zatékalo do ní jak poškozenou měděnou krytinou na lucerně, tak pozinkovanou krytinou na hlavní báni. Dřevěné konstrukce (bednění, vzpěry, skruže a římsy) byly ztrouchnivělé a hrotnice rovněž na konci životnosti. Z toho důvodu bylo rozhodnuto o provedení opravy v odhadované ceně 120 000 Kč. Tesařské práce dostala firma V. Iška (fungující již pod majitelem V. Mizerou) z Pražské ulice 1145. Klempířské práce měl na starost Josef Polák z Krajinské třídy 39. Měděný plech o síle 0,6 milimetru za 50 000 Kč dodala společnost Mořic Bondy. Hrot hromosvodu zdarma pozlatila pasířská firma Josef Kříž z Biskupské ulice 1. 
Při válečných rekvizicích v červnu 1942 musel klášter vydat nejen všech šest nových zvonů, ale i starý sanktusníkový zvon o hmotnosti 96 kg, který předchozí rekvizice z roku 1917 přestál. Zachráněn byl jen poslední Kohlerův barokní zvon svatého Petra Mučedníka umístěný na zvonici.
V 70. letech se začalo řešit okolí věže, snaha oddělení tzv. klášterní předzahrádky od okolních zahrad (někdejší klášterní pozemky připadly postupem času soukromým majitelům). Do těchto prostor by byla soustředěna i sochařská výzdoba z areálu a okolí. Původní záměr realizovat úpravy do konce roku 1977 se dostal do skluzu a došlo na ně až v 80. letech v souvislosti s opravami fasád, u nichž bylo rozhodnuto o zmírnění barevného kontrastu. Upravení předzahrádky podle návrhu Vojtěcha Storma proběhlo v letech 1982–1984. V letech 1984–1985 získala věž svojí stávající bílou podobu. Tehdejší opravy se zastavily na úrovni římsy, neboť bylo shledáno, že báň je od opravy roku 1937 v dobrém stavu. V rámci porevolučních restaurátorských prací došlo mj. na fresky sv. Felixe a Adaukta v přízemí věže (1998).

### Opravy v 21. století

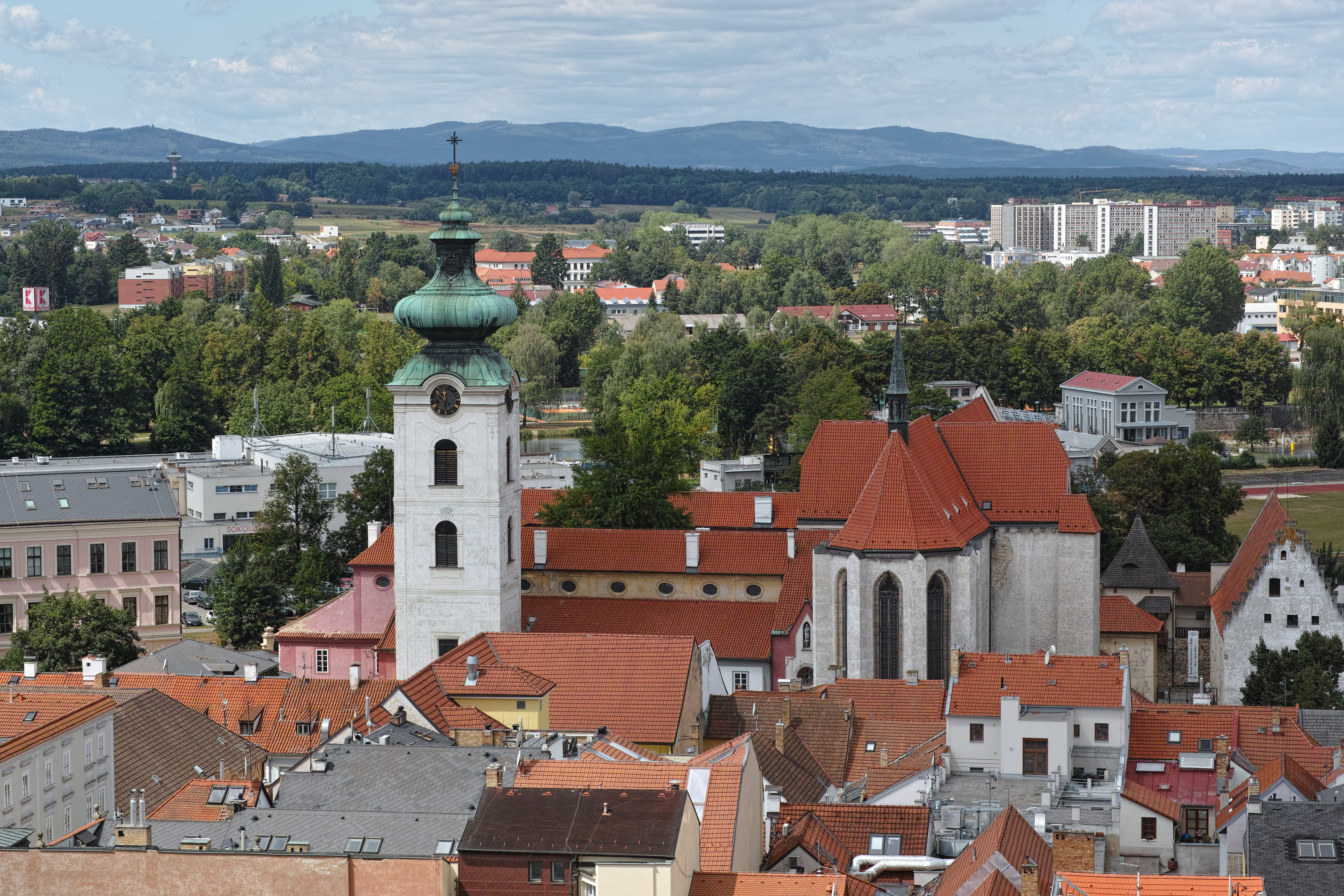
Pohled na Bílou věž (a klášter) z Černé věže, před rekonstrukcí

Barokní sochy světců od Josefa Dietricha v klášterní předzahrádce kolem věže se dočkaly restaurování v roce 2008. V srpnu 2018 uzavřelo Biskupství českobudějovické se společností Archatt památky smlouvu na opravu kláštera, která zahrnovala i opravy věže realizované především v letech 2019–2020. Náklady na fasádu věže byly vyčísleny na 4 213 404 Kč, oprava krovu a střechy věže na 3 355 862 Kč. Biskupství se na nákladech podílelo 5 %. Opraveny byly i ciferníky hodin. Během rekonstrukce střechy byl nalezen vyrytý letopočet předchozí opravy 1937 a lahev piva Budvar zavěšená na nosném trámu. V makovici visel měděný válec s dobovými dokumenty. 3. září při slavnostním otevření válce objevili dokumentátoři knihu Panna Maria Budějovická z roku 1932, listinu In nomine domini popisující nálezy a opravu z roku 1937, seznam osob přítomných u zavření makovice datovaný 12. srpnem 1937, písemnou nabídku opravy střechy, finanční rozpočet na opravu vyčíslený firmou Josefa Poláka, seznam jmen tesařů, jména na šesti lístečcích, obrázek Panny Marie Budějovické a svaté obrázky převzaté již z tubusu vloženého při opravě roku 1836. Původní záměr vrátit tubus do makovice 6. září 2019 nevyšel, protože se do ní nevešly soudobé materiály, pro které musel být vyroben druhý tubus. 13. září 2019 byl do nového tubusu uložen seznam objevených pamětihodností, pamětní medaile Jihočeského kraje, šumavská holubička (tradiční regionální produkt), pamětní stříbrná mince vydaná k 750. výročí založení Českých Budějovic, seznam zastupitelů ve volebním období 2018–2022, publikace Dominikánský klášter v Českých Budějovicích z roku 2017, vyznamenání Diecéze českobudějovické 1. stupně – zlatá medaile svátého Auraciána, historie klášterního kostela Obětování Panny Marie v Českých Budějovicích, přehled oprav prováděných v areálu bývalého dominikánského kláštera a kostela a dopis studentů Biskupského gymnázia J. N. Neumanna s podpisy studentů v akademickém roce 2019/2020.

## Současný stav
Gotické zdivo dosahuje zhruba poloviny výšky současné věže. Původně však bylo zhruba o třetinu vyšší. Klenba v přízemní kapli pochází z barokní doby, neboť přesahuje původní východně orientované gotické okno. Patrně to souvisí s přestavbou po požáru 1728, kdy byla podlaha prvního patra snížena. Nástavba věže je barokní, široká báň rokoková. Barokní štukatury existují doposud, ale nejsou příliš nápadné, protože se z důvodu rekonstrukce v 80. letech 20. století nedochovalo jejich barevné provedení a věž je jednobarevná. Bílá barva fasády byla při rekonstrukci 2019–2020 zachována. Z historických zvonů se na věži dochoval pouze svatý Petr Veronský z roku 1728 od Jiřího Václava Kohlera

## Využití

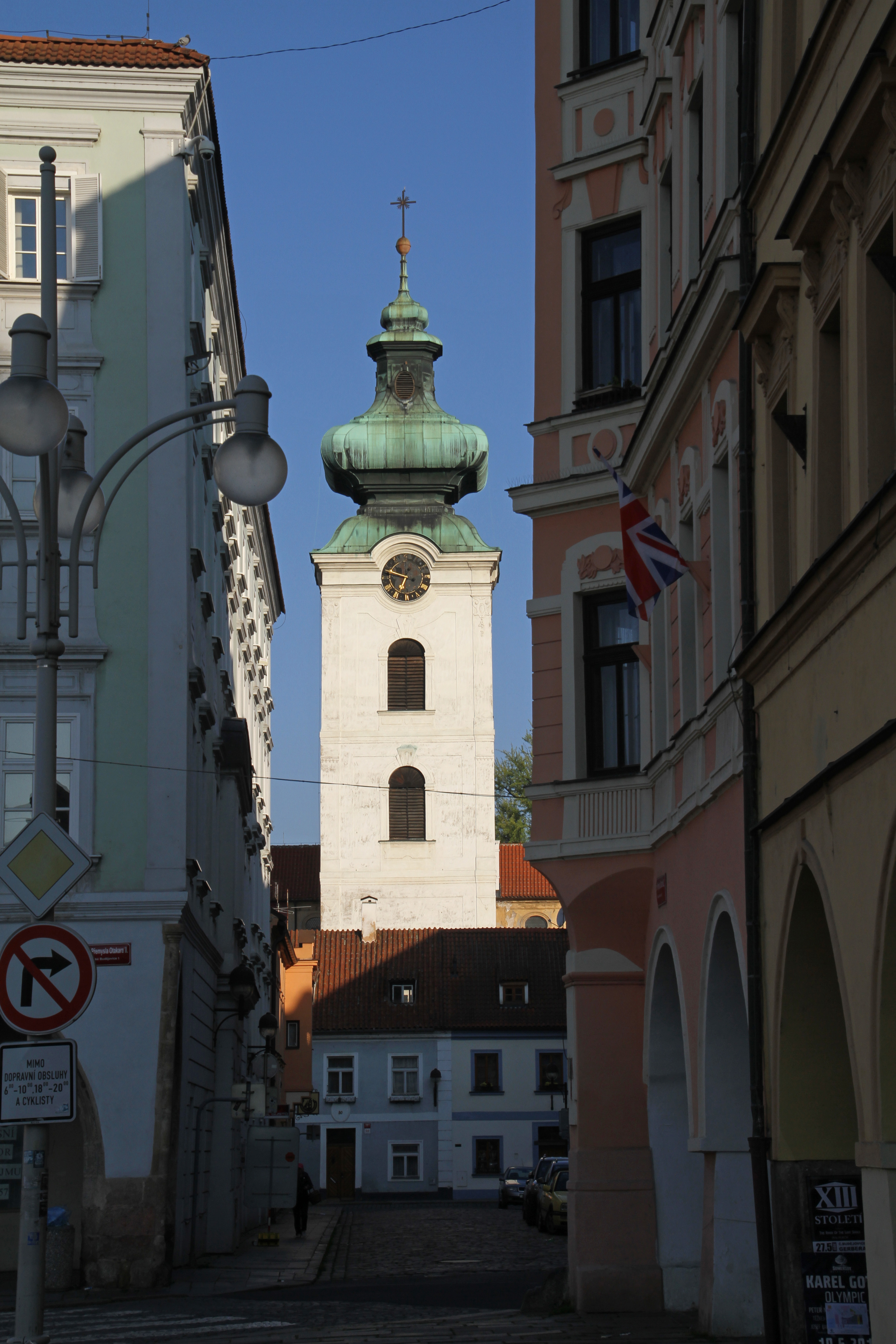
Umístění do průhledu Piaristické ulice umožnilo věži vyniknout již při výstavbě, kdy se stala dominantou města, čímž zaujala obyvatele, kteří finančně pomohli s dokončením

Ač věž vznikla jako zvonice, od počátku se pamatovalo i na další účely.

### Přízemí
Přízemí fungovalo jako kaple. Lokace tzv. České kaple však není zcela jasná, v době baroka byla uváděna v přízemí věže, ovšem ještě v roce 1464, tedy před stavbou věže samotné, je existence České kaple doložena záznamem o opravách. Je možné, že přízemí věže bylo původně otevřeno do přiléhající místnosti kláštera (původní České kaple) a celý tento prostor byl později chápán jako Česká kaple. Roku 1481 došlo k vybílení České kaple (i kostela). Další bílení (tentokrát kaple a křížové chodby) je doloženo 1506.
Prostor odpovídající přízemí věže byl později denominován svatým Felixi a Adauktovi, jejichž fresky z poslední třetiny 15. století se na jižní stěně dochovaly dosud. Kaple svatých Felixe a Adaukta je vzpomínána například v roce 1488 a později i 1493, kdy z ní Kryštof Tkadlec odcizil relikviář, za což byl upálen na tehdejším židovském hřbitově.

### První patro
Místnost v prvním patře byla zaklenuta gotickou křížovou žebrovou klenbou a vybavena relativně velkými okny. Díky dostatku světla a omezené přístupnosti mohla být využívána jako pokladnice nebo knihovna. V patře je též uváděno klášterní vězení, ovšem bez časového vymezení.

### Druhé patro
Gotická podoba věže využívala toto podlaží jako zvonové patro otevřené rozměrnými akustickými okny. V něm byly umístěny zvony odlité roku 1464. Již v době baroka, ovšem ještě před přestavbou věže, byly zavěšeny nové zvony. V roce 1629 velký zvon, další velký zvon roku 1644 a třetí (patrně menší) 1662. Barokní přestavba po požáru 1728 druhé patro nahradila novým zdivem.

### Třetí patro
Vzniklo až při barokní přestavbě po požáru 1728. Umožnilo osazení vyššího počtu zvonů (k tomu došlo po první světové válce).